# Nicolas Dupuis
Nicolas Dupuis est un footballeur, puis entraîneur français né le 6 janvier 1968 à Moulins.

## Biographie
Après une modeste carrière de joueur dans les divisions amateurs à Souvigny, Yzeure, Cournon, Beaumont et Thiers, Nicolas Dupuis devient entraîneur-joueur de l'AS Yzeure en août 1996.
Sous ses ordres, l'AS Yzeure remonte en DSR en 1997, puis en DH en 1998. Championne d'Auvergne en 2001, l'équipe monte en CFA 2 et joue son premier seizième de finale de Coupe de France en 2002. Après une relégation en DH, l'ASY enchaîne les montées en CFA2 et en CFA, en 2003 et 2004. Premier de CFA en 2006, le club passe une saison en National, avant de retrouver le CFA en 2007.
En mars 2016, tout en restant l'entraîneur d'Yzeure, il intègre le staff de l'équipe de Madagascar avant d'en être nommé le sélectionneur le 10 mars 2017,,. Il quitte alors son poste d'entraîneur de l'AS Yzeure.
Le 16 octobre 2018, il réussit un exploit historique en qualifiant les Bareas, pour les quarts de finales de la CAN 2019 à l'issue de la quatrième journée des phases de qualification,,,.
En janvier 2019, il accepte le poste d'entraîneur du FC Fleury 91, avec pour objectif le maintien du club en National 2, tout en gardant son poste de sélectionneur. Le FC Fleury obtient son maintien en fin de saison.
Alors à la tête de la sélection malgache lors de la Coupe d'Afrique des nations 2019 (qui se trouve être dans le même temps la première participation de ce pays à cette compétition), il parvient à qualifier son équipe en huitièmes de finale. A la surprise générale, Madagascar termine premier de son groupe avec 7 points, avec une victoire face au Burundi (1-0), une autre face au Nigeria (2-0), et enfin un match nul lors de leur match d'ouverture face à la Guinée (2-2). Finalement, Madagascar se fait éliminer en quart de finale par la Tunisie sur le score de 3 à 0.
En novembre 2019, il cesse d'être entraîneur du FC Fleury pour se consacrer pleinement à la sélection de Madagascar.
En octobre 2023, il est nommé sélectionneur du Soudan du Sud.

## Équipe de Madagascar de football
Le 30 avril 2021, Nicolas Dupuis est démis de ses fonctions de sélectionneur par la Fédération malgache de football (FMF).
Le président de la FMF, Arizaka Raoul Rabekoto - actuellement en exil - suspend le contrat du coach en envoyant une lettre à l'intéressé dans laquelle il explique la raison de la suspension.
Cette décision a été prise unilatéralement par le président de la fédération malgré la volonté exprimée par la majorité des membres du comité exécutif de maintenir Nicolas Dupuis à son poste de sélectionneur.
Fragilisé depuis l’échec cinglant des Barea dans la course à la CAN 2022, Nicolas Dupuis sera remplacé, pour un intérim des matchs des éliminatoires du Mondial 2022 par Eric Rabesandratana. La Fédération malgache de football (FMF) annonce cette suspension dans un communiqué partagé sur les réseaux sociaux.
En avril 2022, la FMF annonce la reconduction de Dupuis à la tête des Barea pour les éliminatoires de la CAN 2023.

## Palmarès
- En tant que joueur : champion de France Universitaire avec le STAPS Clermont[2].
- En tant qu'entraîneur : champion d'Auvergne de DH en 2001 et 2003, Champion de CFA2 en 2004, Champion de CFA en 2006, quart de finaliste de la CAN en 2019